# Almé (cheval)
Pour les articles homonymes, voir Almé (homonymie).
Almé (sponsorisé Almé Z, né le 16 avril 1966 et mort le 21 mars 1991) est un étalon enregistré Selle français, de souche Anglo-normande, qui a connu une prolifique carrière de reproducteur pour le saut d'obstacles.

## Histoire
Almé naît chez M. Alphonse Chauvin le 16 avril 1966, dans le sud de la Manche. Il termine premier du concours épreuves d'étalons de St-Lô en 1969. Cette même année, il est vendu à un cavalier amateur américain établi en France, Fred Graham, avant que les Haras nationaux ne puissent se manifester pour en faire l'acquisition. Il commence la reproduction à l'âge de cinq ans, en 1971, mais est peu populaire en tant qu'étalon.
En 1973, alors qu'il participe au Concours hippique international de l'Étrier de Paris, dans le bois de Boulogne, il est repéré par les cavaliers belges Eric Wauters et François Mathy, alors délégués aux sports équestres belges.
Fin 1974, l'année de ses 8 ans, Almé se retrouve au centre d'une controverse au sujet de sa vente. Le propriétaire du haras belge de Zangersheide, Leon Melchior, l'acquiert pour la somme record de 700 000 francs au terme d'un procès : Fred Graham affirme avoir seulement loué l’étalon au haras, Léon Melchior assurant l'avoir acheté. Almé est exporté en Belgique cette même année. Il est finaliste des Championnats d'Europe de saut d'obstacles à Vienne en 1977. 
Exporté aux Pays-Bas, il est opéré d'une hernie inguinale à la fin de l'année 1983, et devient monorchide. Le gouvernement hollandais le propose alors à la réforme.
Alors qu'il atteint l'âge de 18 ans, Almé Z est racheté par un syndicat français, à l'initiative de Bernard Le Courtois, qui permet son retour en France alors que l'étalon est âgé de 19 ans. D'autres éleveurs mettent en doute sa fertilité et sa capacité de saut du fait de son âge, mais Almé se produit au stade équestre du Val Porée, à Dinard, et captive le public.
Il est mis à la retraite en 1990, et meurt au haras de Brullemail le 21 mars 1991

## Description
Almé est un étalon bai inscrit au stud-book du Selle français, et toisant 1,66 m. Il porte quatre balzanes herminées, et une liste large en tête.
D'après l'éleveur Bernard Le Courtois, Almé a « une aura incroyable ». Il est réputé pour le timbre particulier de son hennissement, semblable à un « grincement de porte », et pour la douceur de son caractère, étant réputé pour ne s'être jamais cabré, contrairement à la plupart des étalons.

## Origines
Almé est le plus célèbre fils de l'étalon Ibrahim,,.

## Descendance
Almé est un étalon réputé, dont les descendants font parler d'eux tant par leurs performances que par leur personnalité. Sa carrière de reproducteur connaît plusieurs rebondissements, puisqu'il est stationné en France de 1971 à 1974, à Zangersheide de 1975 à 1985, puis de nouveau en France de 1986 jusqu'à sa mort, en 1991.
Sur les dernières années, le coût de sa saillie oscille entre 14 000 et 20 000 francs. En France, il n'est père que d'une soixantaine de poulains, mais le succès de ses descendants est considérable puisque 72 % sont gagnants en CSO, dont 14 % de vainqueurs en internationaux et 30 % de mâles devenus étalons. Almé est l'ascendant de 22,3 % des chevaux participant aux Jeux équestres mondiaux de 2002, et 3 des 4 chevaux de la finale l'ont dans leur pedigree. Il est notamment l'ancêtre de Galoubet A, Jalisco B, Papillon Rouge, Quidam de Revel, Quito de Baussy, Royal Feu, Quick Star et Pégase du Mûrier.